# Jaques Cart
Jaques Cart (* 30. Oktober 1828 in Genf; † 26. Juni 1913 in Paris) war ein Schweizer evangelischer Geistlicher und Heimatforscher.

## Leben

### Familie
Jaques Cart war der Sohn von Isaac-Antoine Cart und dessen Ehefrau Jeanne-Madeleine (geb. Pronier).
1854 heiratete er Adrienne, Tochter des Charles-Louis Masset, von Yverdon.

### Werdegang
Jaques Cart studierte Theologie an der Universität Halle sowie an der Universität Erlangen und an der staatsunabhängigen evangelischen Predigerschule Ecole de théologie in Genf; 1851 erhielt er sein Lizenziat.
Nach seinem Studium war er anfangs von 1853 bis 1856 Pfarrer im Dienste der reformierten Freikirche von Frankreich und darauf der Église évangélique libre du Canton de Vaud; von 1857 bis 1861 in L'Isle-Cottens, von 1861 bis 1865 in Orbe und von 1885 bis 1896 in Rolle, dazwischen von 1879 bis 1884 in Neuenburg.

### Schriftstellerisches Wirken
Jaques Cart verfasste unter anderem von 1870 bis 1880 die sechsbändige Histoire du mouvement religieux et ecclésiastique dans le canton de Vaud pendant la première moitié du XIXe siècle, 1890 die Histoire de la liberté des cultes dans le Canton de Vaud und 1897 die Histoire des cinquante premières années de l'Eglise évangélique libre du Canton de Vaud.

## Mitgliedschaften
- Jaques Cart war Mitglied der Société d'histoire de la Suisse romande.
- Er war korrespondierendes Mitglied des Institut National Genevois.

## Schriften (Auswahl)
- Le bonheur du peuple ou les expériences du Père François. Lausanne 1863.
- Pierre Viret, le réformateur vaudois. Lausanne 1864.
- Histoire du mouvement religieux et ecclésiastique dans le canton de Vaud pendant la première moitié du XIXe siècle.
  - Band 1. Lausanne 1870.
  - Band 2. Lausanne 1871
  - Bände 3 und 4. Lausanne 1876.
  - Bände 5 und 6. Lausanne 1879–1880.
- Histoire de la liberté des cultes dans le Canton de Vaud. 1890.
- Histoire des cinquante premières années de l'Eglise évangélique libre du Canton de Vaud. 1897.
- Le château de l'Isle et les procès de sorcellerie. Lausanne 1908.